# Foxtel
Foxtel est un opérateur de télévision payante australien. Les actionnaires de la société sont le groupe de télécommunication Telstra (anciennement Telecom Australia) qui détient 35 % de ses parts et News Corp qui en possède 65 %.

## Historique
Cette coentreprise naît officiellement en 1995, diffusant alors une vingtaine de chaînes sur le câble australien. Après la faillite de l'opérateur de télévision par satellite « Galaxy » en 1998, puis le rapprochement avec le géant des télécommunications « News Corporation » — propriétaire de la société Sky Cable Pty Ltd — la société croît rapidement au point de devenir le plus important opérateur de télévision payante en Australie.
En décembre 2024, DAZN annonce racheter Foxtel pour 2,1 milliards de dollars américains (3,4 milliards de dollars australiens). Foxtel est alors détenu par News Corp à 65 % et Telstra à 35 %. Foxtel revendique 4,7 millions d'abonnés. La finalisation de la transaction a lieu en avril 2025, après l'obtention des autorisations règlementaires. News Corp possède alors 6 % du capital de DAZN et Telstra 3 %.